# Канюк ширококрилий
Канюк ширококрилий (Buteo platypterus) — середнього розміру американський канюк. Влітку представники типового підвиду поширені на сході Північної Америки, аж до Британської Колумбії та Техасу; потім вони мігрують на південь, щоб зимувати в неотропіках з півдня Мексики до півдня Бразилії. Представники інших підвидів цілорічно мешкають на островах Карибського моря. Самиці трохи більші за самців. Крила відносно короткі та широкі, звужені, дещо загострені. Є два типи забарвлення: темна морфа з меншою кількістю білих ділянок і світла морфа, яка в цілому більш бліда. Хоча чисельність відносно стабільна, популяції зменшуються в деяких частинах його гніздового ареалу через фрагментацію лісів.

## Підвиди
Виділяють шість підвидів:

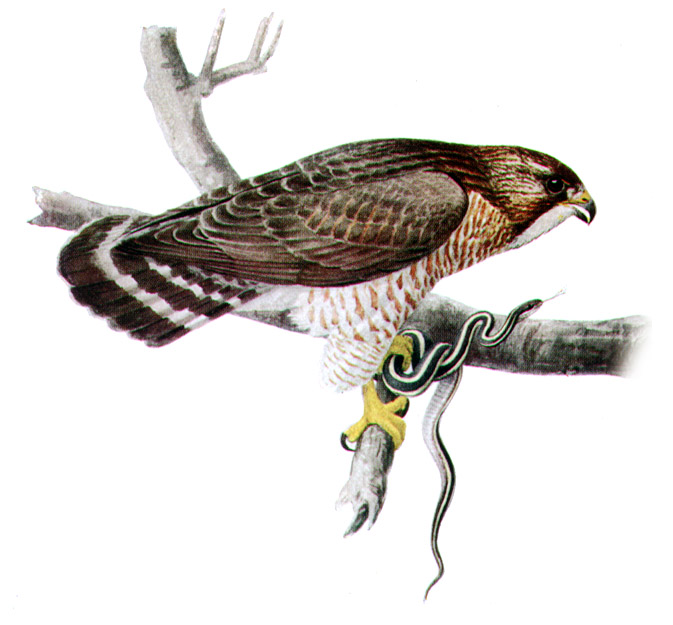
Ширококрилий канюк

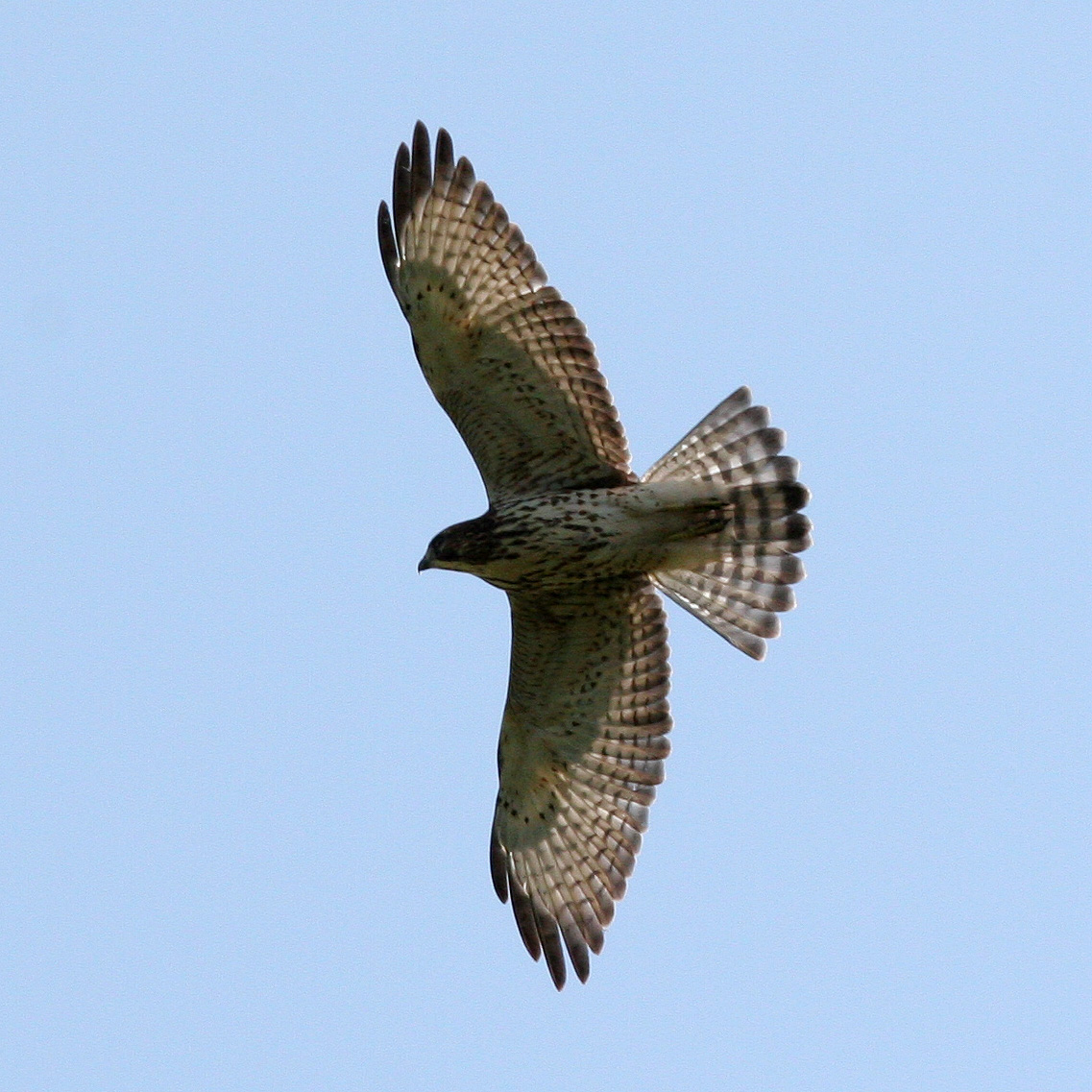
Ширококрилий канюк в польоті

- B. p. platypterus (Vieillot, 1823) — центральна і південно-східна Канада, схід США;
- B. p. cubanensis Burns, FL, 1911 — острів Куба;
- B. p. brunnescens Danforth & Smyth, 1935 — острів Пуерто-Рико;
- B. p. insulicola Riley, 1908 — острів Антигуа (Малі Антильські острови);
- B. p. rivierei Verrill, 1905 — острови Домініка, Мартиніка і Сент-Люсія (Малі Антильські острови);
- B. p. antillarum Clark, AH, 1905 — острови Сент-Вінсент, Гренада і Тобаго.

## Морфологічна характеристика
Канюк ширококрилий має довжину від 34 до 44 см, вагу від 265 до 560 грамів, розмах крил від 81 до 100 см. Дорослі особини мають темно-коричневу спину та бліду нижню сторону з горизонтальними коричними чи каштановими смугами. Хвіст від темно-сірого до чорного з помітною широкою білою смугою посередині та двома менш помітними білими смугами біля основи та кінчика. У польоті видно загострені кінці крил. Самці та самиці будь-якого віку виглядають схожими, хоча самиці, як правило, приблизно на 22% важчі.

## Спосіб життя
Для гніздування віддають перевагу густим листяним або змішаним листяно-хвойним лісам. Вони віддають перевагу воді та відкритим місцям, таким як дороги, стежки, водно-болотні угіддя чи луки поблизу. Вони прагнуть уникати гніздування поблизу людських осель. Середовищем зимового проживання є листяні та змішані ліси в Центральній і Південній Америці. Можуть жити на висотах від рівня моря до ≈ 3000 метрів.
Вони активні переважно вдень. Це поодинокі та територіальні птахи, за винятком періоду міграції. Це один із небагатьох видів хижих птахів у Північній Америці, які мігрують зграями. На піку міграції зграї можуть налічувати десятки тисяч особин. Ці зграї також можуть містити інших хижих птахів.

## Життєвий цикл
Канюк ширококрилий — моногамний вид. Гніздові пари утворюються невдовзі після прибуття на місця розмноження навесні, приблизно в середині-кінці квітня, вирощуючи один виводок за літо. Пари для розмноження можуть спаровуватися разом більше одного сезону. Самець і самиця будують гніздо від 2 до 4 тижнів. Самиця відкладає 1–4 (зазвичай 2–3) яйця з інтервалом 1–2 дні. Яйця можуть бути білими, блідо-кремовими чи злегка блакитними. Насиджує яйця самиця 28–31 день. У цей час самець приносить їжу самці в гніздо. Через 1–2 тижні після появи дитинчат самиця починає залишати гніздо, щоб полювати. Пташенята залишають гніздо через 5–6 тижнів після вилуплення, але залишаються на батьківській території ще 4–8 тижнів. Вони починають ловити власну здобич у віці приблизно 7 тижнів. Середня очікувана тривалість життя становить 12 років.

## Здобич і вороги
Раціон складається з будь-яких комах, земноводних, рептилій, ссавців і птахів, доступних у будь-який момент часу. Ссавців їдять цілком. З жаб і змій здирають шкіру, а птахів обскубують. 
Яйця та пташенята вразливі до різних хижаків, включаючи єнотів, голкошерстів, американських ворон, чорних ведмедів і віргінських пугачів. Основними причинами смертності цього виду є хижацтво, відлов тварин, відстріл і зіткнення з транспортними засобами.